# Desa Sepanjang (administrativ by i Indonesien, Jawa Timur, lat -7,16, long 115,80)
Desa Sepanjang är en administrativ by i Indonesien.   Den ligger i provinsen Jawa Timur, i den sydvästra delen av landet, 1 000 km öster om huvudstaden Jakarta. Desa Sepanjang ligger på ön Pulau Sepanjang.